# Gaetano Marzagaglia
Gaetano Marzagaglia o Marcegaglia (Chiampo, 7 agosto 1716 – Verona, 1º luglio 1787) è stato un matematico e presbitero italiano.

## Biografia
Fu un importante promotore delle applicazioni della matematica e della sua importanza nella società; diresse il seminario vescovile di Verona dal 1760 al 1772.
Confutò le tesi di Giuseppe Suzzi in Lettera di un matematico italiano e in Dimostrazioni algebriche rispose a un opuscolo di Francesco Ventretti.

## Opere
- Nuova difesa dell'antica misura della forze motrici, Verona, Dionigi Ramanzini, 1746.
- Del calcolo balistico, Verona, Dionigi Ramanzini, 1748.
- Lettera di un matematico italiano, Verona, Dionigi Ramanzini, 1748.
- Fascetto di pratiche matematiche, Verona, Dionigi Ramanzini, 1754.